# Reece Beekman
Reece Avery Beekman (Milwaukee, Wisconsin; 8 de octubre de 2001) es un baloncestista estadounidense que pertenece a la plantilla de los Denver Nuggets de la NBA, con un contrato dual que le permite jugar además en su filial de la G League, los Long Island Nets. Con 1,91 metros de estatura, juega en la posición de base.

## Trayectoria deportiva

### Universidad
Jugó cuatro temporadas con los Cavaliers de la Universidad de Virginia, en las que promedió 9,5 puntos, 3,4 rebotes, 5,0 asistencias y 1,8 robos de balón por partido. En sus dos últimas temporadas fue elegido como jugador defensivo del año de la Atlantic Coast Conference.

#### Estadísticas
| Año     | Equipo   | PJ  | PT  | MPP  | %TC  | %3P  | %TL  | RPP | APP | ROB | TPP | PPP  |
| ------- | -------- | --- | --- | ---- | ---- | ---- | ---- | --- | --- | --- | --- | ---- |
| 2020–21 | Virginia | 25  | 20  | 29.4 | .382 | .243 | .758 | 2.8 | 3.0 | 1.2 | .4  | 4.7  |
| 2021–22 | Virginia | 35  | 35  | 35.1 | .449 | .338 | .761 | 3.9 | 5.2 | 2.1 | .7  | 8.2  |
| 2022–23 | Virginia | 32  | 32  | 32.6 | .405 | .351 | .793 | 3.0 | 5.3 | 1.8 | .5  | 9.5  |
| 2023–24 | Virginia | 34  | 34  | 32.8 | .443 | .310 | .754 | 3.6 | 6.2 | 2.0 | .5  | 14.3 |
| Total   | Total    | 126 | 121 | 32.7 | .429 | .319 | .767 | 3.4 | 5.0 | 1.8 | .5  | 9.5  |

### Profesional
Tras no ser elegido en el Draft de la NBA de 2024, el 3 de julio firmó un contrato dual con los Golden State Warriors de la NBA, que le permite jugar además en su filial de la G League, los Santa Cruz Warriors.
El 14 de diciembre de 2024 es traspasado a los Brooklyn Nets junto con De'Anthony Melton y tres futuras elecciones del draft de la 2.ª ronda por Dennis Schröder y una futura elección del draft de la 2.ª ronda.
El 28 de junio de 2025 firmó un contrato a prueba con los Denver Nuggets.

## Estadísticas de su carrera en la NBA

### Temporada regular
| Año     | Equipo       | PJ | PT | MPP  | %TC   | %3P  | %TL  | RPP | APP | ROB | TPP | PPP |
| ------- | ------------ | -- | -- | ---- | ----- | ---- | ---- | --- | --- | --- | --- | --- |
| 2024-25 | Golden State | 2  | 0  | 2.0  | .1000 | .0   | .0   | .5  | .5  | .5  | .0  | 1.0 |
| 2024-25 | Brooklyn     | 34 | 4  | 13.7 | .321  | .175 | .762 | 1.1 | 1.8 | .9  | .1  | 2.7 |
| Total   | Total        | 36 | 4  | 13.0 | .327  | .175 | .762 | 1.1 | 1.8 | .9  | .1  | 2.6 |